# Daoxu (köpinghuvudort i Kina, Zhejiang Sheng, lat 30,05, long 120,77)
Daoxu är en köpinghuvudort i Kina. Den ligger i provinsen Zhejiang, i den östra delen av landet, omkring 62 kilometer öster om provinshuvudstaden Hangzhou. Antalet invånare är 44 501. Befolkningen består av 22 744 kvinnor och 21 757 män. Barn under 15 år utgör 14,0 %, vuxna 15-64 år 72 %, och äldre över 65 år 12,0 %.
Runt Daoxu är det tätbefolkat, med 790 invånare per kvadratkilometer. Närmaste större samhälle är Shangyu, 10,5 km öster om Daoxu. Trakten runt Daoxu består till största delen av jordbruksmark.
Genomsnittlig årsnederbörd är 2 022 millimeter. Den regnigaste månaden är juni, med i genomsnitt 356 mm nederbörd, och den torraste är januari, med 72 mm nederbörd.